# Jalska mahala
Jalska mahala, Jala mahala, nekad Mehmed-agina mahala i Timur hodžina mahala je mahala u Tuzli i spada među najstarije. Datira iz vremena prijelaza 15. u 16. stoljeće. Nalazila se uz rijeku Jalu i u njoj je bilo 55 kuća.
Od 16. stoljeća razvija se preko rijeke Jale od utvrde Palanke.  Utvrda je imala četiri kapije na četirima stranama. Zvale su se prema mahalama kamo su vodile odnosno rijeci Jali: Poljska (prema mahali Polje), Džindić (prema Džindić mahali), Atik (pored Atik mahale) i Jala (prema rijeci Jali). Iz Jalske kapije u Palanci preko Jale vodi most koji ju spaja utvrdu i mahale na obroncima brda Ilinčice.
Mahale u Tuzli dobile su imena po vjerskim objektima jer su nastale uz njih. Ova se prvo zvala Timur hodžina, a zatim Mehmed-agina. Oko 1600. godine zapovjednik vojne posade tuzlanske utvrde Palanke uz Jalu je podigao svoju džamiju. Džamija je poslije ponijela ime Djevojačka (Kizler) džamija. Danas se džamija zove Jalska džamija a isto tako i mahala, Jalska mahala. Zabilježeno je da se u drugoj polovici 17. stoljeća ova mahala spominje kao Mehmed-agina i ubraja se u gradske mahale koje su se naslanjale na utvrđeni dio grada Palanku.
Sredinom 19. stoljeća u Jalskoj mahali bila je stara Jalska (Mehmed-agina) džamija, mekteb i privatne stambene kuće, od kojih su neke monumentalne i pripadale su najpoznatijim tuzlanskim obiteljima. Tad je u ovoj mahali izgrađena bolnica Hastahana, druga po starosti bolnica u Bosni i Hercegovini.